# Adler Modemärkte
Koordinaten: 49° 57′ 50,8″ N, 9° 11′ 30,1″ O

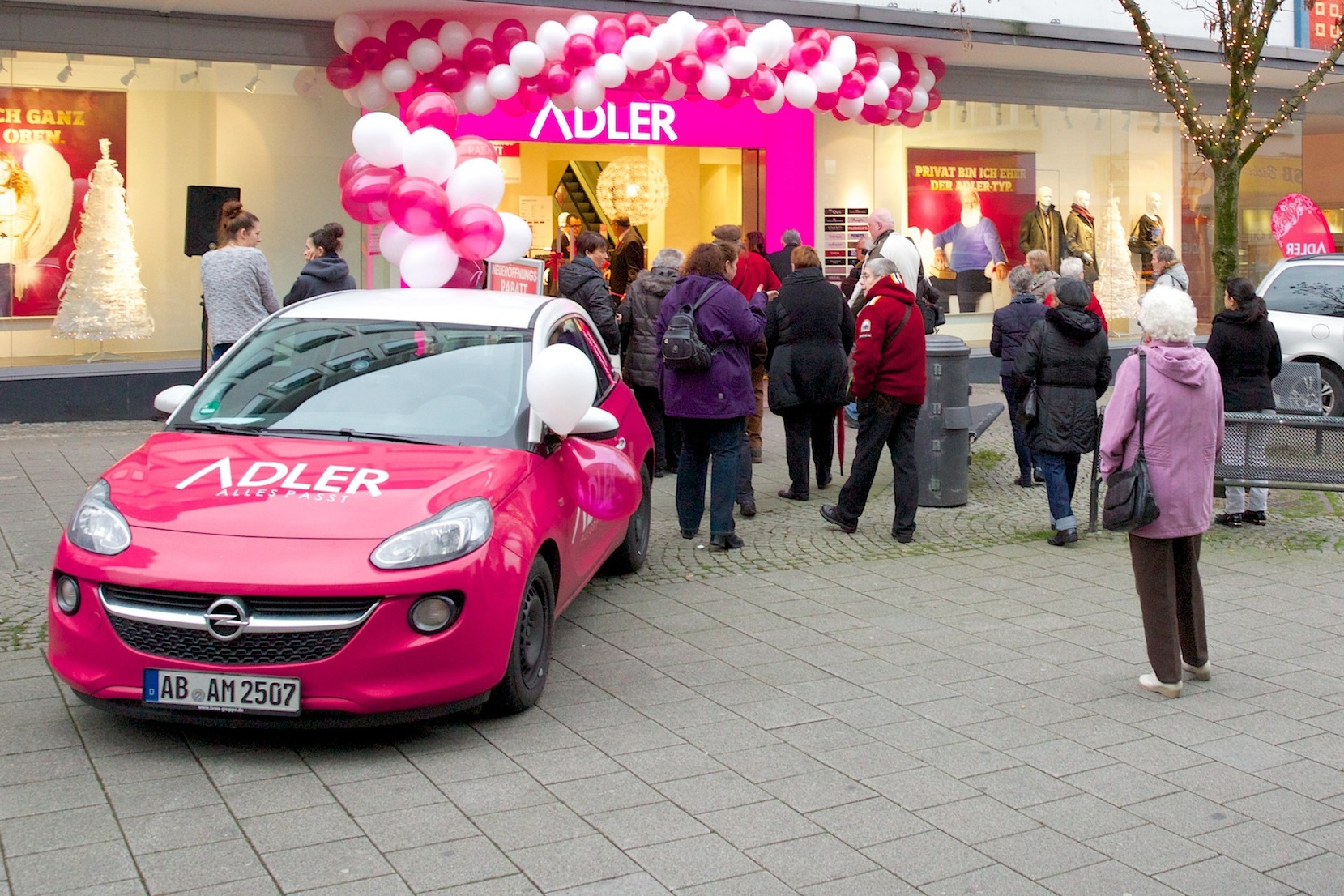
Neueröffnung eines Modemarktes in Solingen, 2015

Die Adler Modemärkte GmbH mit Sitz in Haibach bei Aschaffenburg ist eine Mode-Einzelhandelskette im unteren Mittelpreissegment mit rund 130 Geschäften in Deutschland, Österreich, Luxemburg und der Schweiz. Nach einem Insolvenzantrag 2021 gehört das Unternehmen seit 2024 zur Röther-Gruppe.

## Geschichte

### Gründung und erste Jahre
1948 gründete Albert Adler jun. (* 1908) eine Kommanditgesellschaft für seinen Konfektionsbetrieb für Kleider und Mäntel im sächsischen Annaberg. Vor dem Zweiten Weltkrieg hatte er bereits mit seiner Frau Frieda eine Kleider- und Schürzenfabrik in Lippersdorf und dann in Annaberg gegründet. Die erste Kollektion 1948 bestand ausschließlich aus Mänteln und wurde von der Familie in einer Dachkammer genäht. Wolfgang Adler selbst reiste in sogenannten Verkaufsbussen durchs Land und verkaufte seine Ware.
Schon bald darauf wurde das Unternehmen zu einem Betrieb mit staatlicher Beteiligung gemacht. Um einer Enteignung zu entgehen, floh die zehnköpfige Familie Adler 1959 aus der DDR nach Engen bei Konstanz. Die Firma Albert Adler jr. in Annaberg bestand weiter und wurde 1972 Teil des VEB Textilwerk Wedru. In Engen gründeten Albert Adler jun. und sein Sohn Wolfgang die Adler Mäntel KG, die 1965 erstmals einen Umsatz von einer Million DM erreichte. 1967 zog das Unternehmen nach Haibach und wandelte die KG in eine GmbH um. Zu dieser Zeit wurde die Ware mit Lkw an die Händler verteilt, die sie auf Provision verkauften.
1970 wurde in Haibach der erste Modemarkt eröffnet; weitere Standorte in Neckartenzlingen bei Stuttgart und Eching bei München folgten. Geschäftsführer der Adler-Bekleidungswerk GmbH in Haibach war Rudolf Adler, der in Marsh Harbour auf den Bahamas lebte.

### Verkauf und Eingliederung bei Metro
1982 verkaufte die Familie Adler das Unternehmen an die Asko Deutsche Kaufhaus AG und zog sich aus dem Geschäft zurück. Unter neuer Leitung vergrößerte sich der Betrieb. Bald wurden in Österreich, Luxemburg und, nach dem Fall der Mauer 1989, auch in den neuen Bundesländern weitere Filialen eröffnet.
1987 wurden mehrere Brandanschläge auf Verwaltungsgebäude sowie Filialen der Adler-Modemärkte durch die terroristische Gruppierung Rote Zora verübt, die damit den blutig niedergeschlagenen Streik um bessere Arbeitsbedingungen beim Adler-Tochterunternehmen Flair Fashion in Südkorea unterstützen wollte. Der entstandene Sachschaden wurde auf 30 Millionen DM geschätzt.
Bis in die 1990er Jahre hatte das Unternehmen eine Verkaufsfiliale am Frankfurter Flughafen, die auch am Sonntag geöffnet war. 1995 wurde die Firma Motex als Tochterfirma in das Unternehmen integriert. 1996 wurde Aslo der Metro AG angeschlossen. Zu dieser Zeit hatte Adler 55 Standorte.
1998 gliederte die Metro die Firma Adler zusammen mit 200 weiteren Tochterfirmen aus dem Metro-Konzern aus und brachte sie in das zusammen mit der Deutschen Bank gegründetes Beteiligungsunternehmen Divaco ein, um für sie einen Käufer zu finden. Bis zum Ende der 1990er-Jahre war die Anzahl der Standorte auf 113 angestiegen. 2000 vergrößerte Adler für seine Tochterfirma Motex sein Logistikzentrum auf eine Gesamtfläche von 155.000 m². Dadurch wurde das Unternehmen zu einem der größten in Europa für Logistik und Bekleidungswirtschaft.

### Verkauf an Finanzinvestoren
Im Januar 2004 trennte sich Metro von ihren Anteilen an der Divaco und erwarb im Zuge dieser Ablösung die Adler Modemärkte GmbH für 60 Millionen Euro sowie der Übernahme von Bankverbindlichkeiten im Umfang von 280 Millionen Euro zurück. Metro trennte sich im Februar 2009 von Adler und veräußerte Adler an den Finanzinvestor BluO. Nach erfolgter Umwandlung der Gesellschaft in eine Aktiengesellschaft im März 2011 fand im Juni 2011 der Börsengang an der Frankfurter Wertpapierbörse statt.
Im März 2013 gab die Steilmann-Gruppe bekannt, eine Mehrheit der Adler Modemärkte übernehmen zu wollen; es kam zu einem freiwilligen Übernahmeangebot und gleichzeitig wurde mit dem Hauptaktionär, der luxemburgischen BluO, für rund 46,96 Prozent der Anteile eine Kaufvereinbarung vereinbart. Nach dem Angebot hielt Steilmann 52,8 % am Kapital; der Streubesitz lag bei rund 41 %. Im März 2016 erklärte sich der Großaktionär Steilmann für zahlungsunfähig und stellte am darauffolgenden Tag einen Insolvenzantrag beim Amtsgericht Dortmund. Am Folgetag gab Adler Modemärkte bekannt, in keiner Weise von der Insolvenz betroffen zu sein. Es gebe weder einen Beherrschungs- und Gewinnabführungsvertrag, noch habe Steilmann Verbindlichkeiten gegenüber Adler und umgekehrt. Auch im Bereich Einkauf sei Adler kaum von Steilmann abhängig.

### Expansion und Erwerb weiterer Modeketten
Im März 2010 startete das Unternehmen als zusätzlichen Vertriebsweg neben dem stationären Handel einen eigenen Online-Shop, der das Sortiment der Modekette in den Internet-Versandhandel brachte. 2015 wurde das Angebot um einen Online-Shop für Übergrößen erweitert. Im September 2011 übernahm Adler die 18 Filialen der Wehmeyer GmbH & Co. KG mit 285 Mitarbeitenden.
2015 expandierte das Unternehmen weiter und übernahm von Rewe und der Familie Sanktjohanser die Anteile an der Textilkette Kressner. Dies führte zu einem weiteren Ausbau des Filialnetzes um acht Märkte. Im Zuge der Akquisition konnte Adler das eigene Kundenkarten-Programm, das etwa 90 % aller Adler-Käufer nutzen, um 100.000 Kressner-Kunden erweitern. Zusätzlich erwarb Adler 2015 im Rahmen eines Asset Deals zwei Modehäuser in Mömlingen und Lollar von Hefa Moden. Ende 2018 betrieb die Unternehmensgruppe insgesamt 178 Geschäfte, davon 150 in Deutschland, 23 in Österreich, drei in Luxemburg und zwei in der Schweiz.
Zum 31. Dezember 2019 wurden 52,81 % der Adler-Aktien von S&E-Kapital, einer gemeinsamen Holding der seit 2016 insolventen Steilmann-Gruppe und des Finanzinvestors Equinox, gehalten. 5,12 % wurden von Wolfgang Stolz und 5,03 % von Gerhard Wöhrl gehalten; 32 % der Anteile befanden sich im Streubesitz. Im Laufe des Jahres 2020 kamen Berichte auf, S&E wolle seinen Anteil veräußern.

### Insolvenz und Übernahme durch Zeitfracht
Am 10. Januar 2021 stellte das Unternehmen in Deutschland einen Antrag auf Eröffnung eines Insolvenzverfahrens in Eigenverwaltung. Die Tochtergesellschaften in Österreich, der Schweiz und Luxemburg seien davon nicht betroffen. Nach Angaben des Unternehmens seien die Umsatzeinbußen aufgrund des Lockdowns wegen der COVID-19-Pandemie hierfür ursächlich.
Ein Angebot zu einer Investorenvereinbarung des Mischkonzerns Zeitfracht vom 22. Juni 2021, das eine Übernahme von Adler durch Zeitfracht vorsieht, wurde von der Gläubigerversammlung angenommen. Das Bundeskartellamt gab die Übernahme am 2. Juli frei. Am 17. August fand der Kapitalschnitt statt, bei dem das Grundkapital auf Null herabgesetzt und die Aktie delistet wurde. Alleinige Aktionärin ist seitdem die Zeitfracht Logistik Holding GmbH. Im Zuge der Übernahme wurden 40 deutsche Filialen geschlossen und etwa 500 Arbeitsplätze abgebaut. Zum 31. August wurde das Insolvenzverfahren beendet. Im September 2021 wurde eine neue Geschäftsführung installiert. Im Juni 2024 kündigte Zeitfracht an, sich von dem Unternehmen trennen zu wollen. Im Juli übernahm dann die Modekette Röther die Adler Modemärkte von der Zeitfracht-Gruppe.

### Teil der Röther-Gruppe
Am 9. August 2024 kündigte die Röther-Gruppe an, dass die Adler Modemärkte eine neue Geschäftsführung bekommen. Außerdem wurde der Onlineshop zum Ende des Monats eingestellt.

## Unternehmen
Adler positioniert sich im unteren Mittelpreissegment und fokussiert sich hauptsächlich auf die Zielgruppe der Frauen und Männer ab 45 Jahren. Dabei verfolgt Adler eine Multimarkenstrategie und konzentriert sich auf Großflächenkonzepte zwischen 1400 und 3500 m². Zum 23. März 2016 betrieb der Konzern 183 Modemärkte, davon 156 in Deutschland, 22 in Österreich, drei in Luxemburg und zwei in der Schweiz sowie einen Online-Shop. Zwischen dem 22. Juni 2011 und dem 17. August 2021 war das Unternehmen börsennotiert; die Aktie wurde im regulierten Markt sowie im Teilbereich mit weiteren Zulassungsfolgepflichten (Prime Standard) gehandelt.